# Dunster
Dunster är en ort och civil parish i Storbritannien.   Den ligger i grevskapet Somerset och riksdelen England, i den södra delen av landet, 230 km väster om huvudstaden London. Dunster ligger 48 meter över havet och antalet invånare är 817.
Terrängen runt Dunster är kuperad åt sydväst, men åt nordost är den platt. Havet är nära Dunster åt nordost. Runt Dunster är det ganska glesbefolkat, med 48 invånare per kvadratkilometer. Närmaste större samhälle är Minehead, 3,5 km nordväst om Dunster. Trakten runt Dunster består i huvudsak av gräsmarker.